# Festival Internacional de Música "Castell de Peralada"
El Festival de Peralada o Festival Castell de Peralada (oficialmente: Festival Internacional de Música "Castell de Peralada") es un festival de música clásica, que se celebra cada año en los meses de julio y agosto desde 1987 en el entorno del Castillo de Peralada, en el municipio del mismo nombre.  El festival dedica su atención a recitales de grandes voces, conciertos sinfónico-corales, óperas, espectáculos interdisciplinares de música y teatro, danza, jazz, música pop, conciertos de cámara y espectáculos familiares.

## Reconocimientos
En 1992 el Festival entró a formar parte de la selectiva Asociación Europea de Festivales (EFA), consolidándose de esta forma como un Festival prestigioso al lado de nombres importantes como Bayreuth, Berlín, Florencia o Salzburgo. Más tarde, en 2006 entró a formar parte de la Asociación Española de Teatros, Festivales y Temporadas de Ópera XXI. Desde el año 2007 es también miembro de la Asociación Española de Festivales de Música Clásica (FestClásica) y desde finales de 2010 es miembro de Opera Europa.
El 12 de abril de 2016 le fue concedida la Creu de Sant Jordi por «constituir un acontecimiento cultural y social».
El Festival de Peralada canceló su edición 2020, debido al COVID-19.

## Entorno

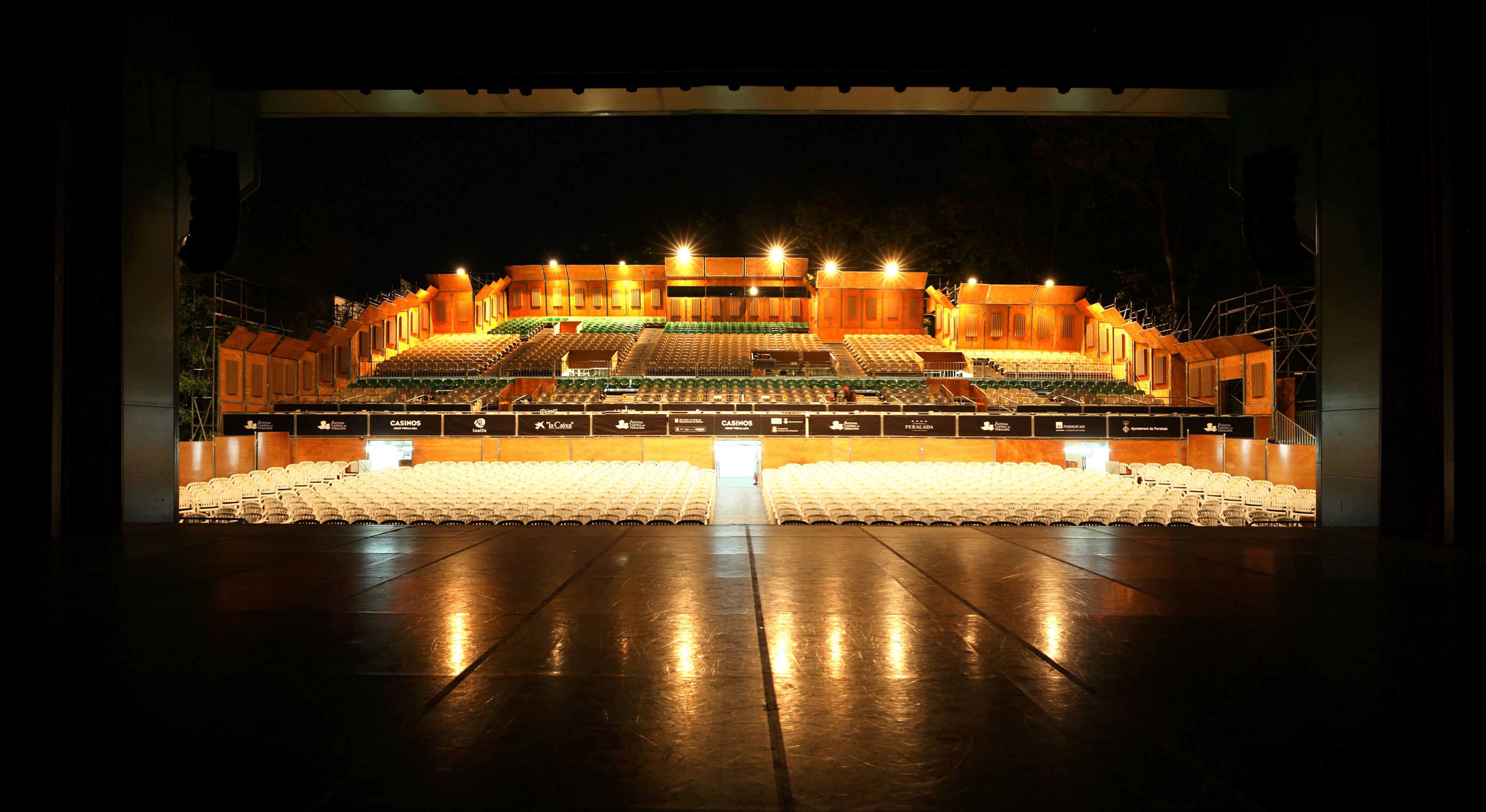
Auditori Parc del Castell © Iconna - Joan Castro

El festival se lleva a cabo en Perelada, una pequeña población de unos 1500 habitantes situada en el Alto Ampurdán, entre Figueras y la Costa Brava, a unos 150 kilómetros de Barcelona. Goza de buenos accesos por autopista y por tren y se encuentra a menos de 30 minutos de dos aeropuertos: el de Gerona y el de Perpiñán y a 15 minutos de la estación de AVE Figueres - Vilafant. El Castillo de Peralada, sede del Festival, data de la Baja Edad Media. El complejo fue adquirido por Miguel Mateu en el año 1923 y actualmente alberga el Casino de Peralada; el Museo del Vidrio; el Museo del Vino; la gran biblioteca, que consta de 80.000 volúmenes de libros antiguos y 1000 ejemplares del Quijote; las bodegas y la Iglesia y el Claustro del Carmen, de estilo gótico.
La oferta lúdica acaba con el Club de Golf Peralada que rodea el Hotel Golf Peralada de cinco estrellas y el Wine Spa del Hotel.

## Óperas representadas
- El barbero de Sevilla de Gioachino Rossini (1988)
- Viva la mamma! de Gaetano Donizetti (1990)
- Otelo de G. Verdi  (1991)
- Babel 46 de Xavier Montsalvatge (1994)
- La flauta mágica de W. A. Mozart (1995)
- La Traviata de G. Verdi (1996)
- Così fan tutte de W. A. Mozart (1999)
- Madama Butterfly de Giacomo Puccini (2004)
- La Bohème de G. Puccini (2008)
- Don Giovanni de W. A. Mozart (2012)
- Norma de Vincenzo Bellini (2013)

### Producciones propias
- El retablo de Maese Pedro de Manuel de Falla (1996)
- El rapto del serrallo de W. A. Mozart (1997)
- La flauta mágica de W. A. Mozart (1998)
- Carmen de Georges Bizet (1999)
- El barbero de Sevilla de G. Rossini (2000)
- Il Tabarro de G. Puccini (2001)
- Marina de Emilio Arrieta (2002)
- Cròniques (2003)
- Orfeo ed Euridice de Christoph Willibald von Gluck (2011)
- Suite de Java (2012)
- WOW! de Alberto García Demestres (2013)
- La Straordinaria Vita di Sugar Blood de Alberto García Demestres (2017)

## Participantes

### Solistas vocales
- Montserrat Caballé
- Victòria dels Ángels
- Elena Obratzova
- Eva Marton
- María Bayo
- Ainhoa Arteta
- Teresa Berganza
- Barbara Hendricks
- Jessye Norman
- Sondra Radvanovsky
- Plácido Domingo
- Josep Carreras
- Jaume Aragall
- Alfredo Kraus
- Carlo Bergonzi
- Simon Estes
- Carlos Álvarez
- Juan Diego Flórez
- Maria Guleghina
- Kiri Te Kanawa
- Roberto Alagna
- Josep Bros
- Rolando Villazón
- José Van Dam
- Ruggero Raimondi
- Stefano Palatchi
- José Cura
- Leo Nucci
- Angela Meade
- Jonas Kaufmann
- Marianne Cornetti
- Piotr Beczala
- Carlo Colombara
- Eva-Maria Westbroek
- Sara Blanch
- Joan Martín-Royo
- Antoni Comas

### Solistas instrumentales
- Paco de Lucía
- Mstislav Rostropovich
- Narciso Yepes
- Nicanor Zabaleta
- Ivo Pogorelich
- Eulàlia Solé i Olivart
- Alícia de Larrocha
- Katia and Marielle Làbeque
- Tete Montoliu
- Jordi Savall
- Albert Guinovart
- Anne-Sophie Mutter
- Marta Argerich
- Gidon Kremer

### Directores musicales
- Loorin Maazel
- Sir Neville Marriner
- Yuri Temirkanov
- Riccardo Muti
- Sir Yehudi Menuhin
- William Christie
- Kurt Masur
- Daniel Barenboim
- Zubin Mehta
- Valery Gergiev
- Alberto Demestres

### Bailarines
- Mikhail Baryshnikov
- Tamara Rojo
- Julio Bocca
- Nacho Duato
- Antonio Gades
- Ángel Corella
- Lucía Lacarra
- Rafael Amargo
- Antonio Canales
- Joaquin Cortés
- Sylvie Guillen
- Eva Yerbabuena
- Rudolf Nureyev
- Sara Baras
- Blanca Li

### Otros artistas musicales
- Keith Jarret
- Diana Krall
- Woody Allen
- Chucho Valdés
- Miguel Bosé
- Bebo Valdés
- Joan Manuel Serrat
- Miguel Poveda
- Migue Bosé
- George Benson
- Al Jarreau
- Joaquín Sabina
- Rosario
- Norah Jones
- John Malkovich
- Quincy Jones
- Omara Portuondo
- Jamie Cullum
- Melody Gardot
- Harry Connick Jr.
- Dionne Warwick
- Alejandro Sanz